# Азарко, Максим Анатольевич
Максим Анатольевич Азарко (бел. Максім Анатольевіч Азарка; род. 11 января 2002, Минск) — белорусский футболист, вратарь клуба «Минск», выступает на правах аренды в клубе «Сморгонь».

## Карьера

### Начало карьеры
Воспитанник футбольной академии «Энергетика-БГУ». Первым тренером футболиста был Василий Андреевич Лысенко. В 2019 году футболист стал выступать за дублирующий состав клуба. В начале 2020 года футболист на правах арендного соглашения присоединился к минскому клубу БГУ до конца сезона, вместе с которым стал выступать во Второй лиге. В клубе футболист быстро закрепился в роли основного вратаря, однако отличился лишь 3 «сухими» матчами в рамках чемпионата. По итогу сезона футболист вместе с клубом завершил чемпионат на итоговом пятнадцатом месте. По окончании срока арендного соглашения футболист вернулся в распоряжение «Энергетика-БГУ», где сразу же отправился в дублирующий состав, вместе с которым провёл весь сезон 2021 года.

### «Макслайн»
В феврале 2022 года футболист на правах арендного соглашения присоединился к «Макслайну» до конца сезона. Дебютировал за клуб футболист 9 апреля 2022 года в матче против пинской «Волны». На протяжении первой половины сезона футболист выступал за клуб в роли основного вратаря, однако затем с июня 2022 года стал оставаться на скамейке запасных. По итогу сезона футболист вместе с клубом завершил чемпионат на итоговом четвёртом месте, отправившись выступать в стыковые матчи на повышение в классе, где победили дзержинский «Арсенал». По окончании срока арендного соглашения футболист покинул клуб. В марте 2023 года футболист на полноценной основе перешёл в «Макслайн», подписав контракт до коцна сезона. Почти весь сезон футболист провёл в роли основного вратаря клуба, завершив чемпионат на итоговом пятом месте. В декабре 2023 года футболист покинул клуб.

### «Минск»
В феврале 2024 года футболист на правах свободного агента присоединился к столичному «Минску», подписав однолетний контракт. Дебютировал за клуб футболист 16 марта 2024 года в матче против борисовского БАТЭ.